# Nerkingarne

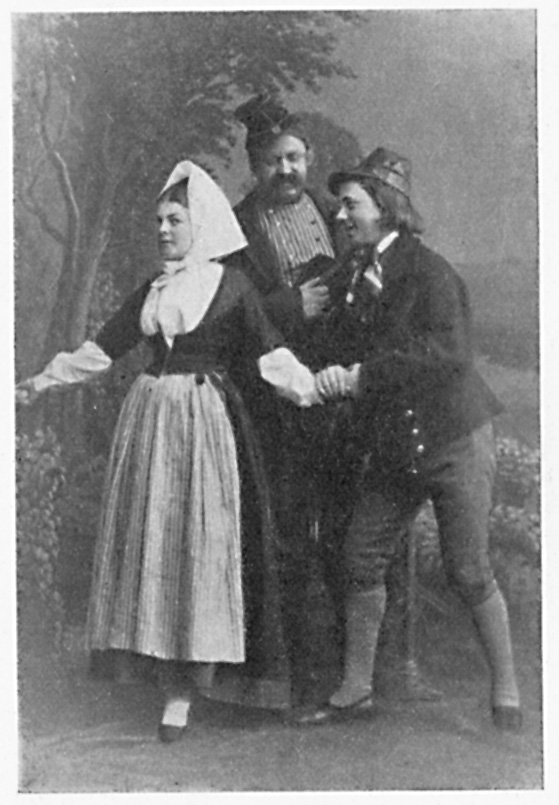
Från uruppförandet 1871.

Nerkingarne är en folkskådespel av författaren Axel Anrep.
Pjäsen framfördes första gången 16 december 1871 på Södra Teatern i Stockholm. Den kom att bli ett standardnummer på åtskilliga av landets scener, inte minst bland amatörteatrarna.